# Nevis (Minnesota)
Nevis – miasto w hrabstwie Hubbard w stanie Minnesota. Według danych z 2000 roku zamieszkiwało je 364 mieszkańców. Według United States Census Bureau powierzchnia miasta wynosi 2,6 km². Gęstość zaludnienia wynosi 149,5 osób na km². Większość mieszkańców stanowią biali (96,98%). Średni dochód na głowę wyniósł w 2000 roku 14 259 USD.